# Кленково
Кленково — деревня в городском округе Клин Московской области России. Население — 41 чел. (2010).

## Население
| 1852 | 1859 | 1886 | 1890 | 1899 | 1926 | 2002 |
| ---- | ---- | ---- | ---- | ---- | ---- | ---- |
| 238  | ↗240 | ↗250 | ↗377 | ↘348 | ↘323 | ↘19  |
| 2006 | 2010 |      |      |      |      |      |
| ↘16  | ↗41  |      |      |      |      |      |

## География
Деревня Кленково расположена на севере Московской области, в восточной части городского округа Клин, примерно в 8,5 км к востоку от окружного центра — города Клина, с которым деревня связана автобусным сообщением. Высота центра над уровнем моря — 180 м. В деревне одна улица — Лесная. Ближайшие населённые пункты — деревни Золино, Мякинино и Напругово.

## История
В середине XIX века село Кленково 1-го стана Клинского уезда Московской губернии принадлежало вдове героя Отечественной войны 1812 года, генерал-лейтенанта Василия Гавриловича Пяткина (1780—1847) — Евгении Александровне Пяткиной, в селе было 30 дворов, крестьян 119 душ мужского пола и 119 душ женского.
В «Списке населённых мест» 1862 года — владельческое село 1-го стана Клинского уезда по правую сторону Дмитровского тракта по направлению от Клина, в 7 верстах от уездного города и 21 версте от становой квартиры, при пруде и колодцах, с 26 дворами, православной церковью и 240 жителями (113 мужчин, 127 женщин).
В 1886 году село входило в состав Соголевской волости Клинского уезда, насчитывалось 39 дворов, проживало 250 человек; имелись православная церковь и часовня.
В 1899 году в селе 348 жителей, действовала церковно-приходская школа.
По данным на 1911 год число дворов составляло 52, помимо церковно-приходской школы в селе располагалось имение Ширяевых.
По материалам Всесоюзной переписи населения 1926 года — административный центр Кленковского сельсовета Соголевской волости Клинского уезда в 5,3 км от Рогачёвского шоссе и 9,6 км от станции Клин Октябрьской железной дороги; проживало 323 человека (150 мужчин, 173 женщины), насчитывалось 58 хозяйств, из которых 54 крестьянских.
С 1929 года является населённым пунктом Московской области в составе Напруговского сельсовета Клинского района (1929—1954), Новощаповского сельсовета Клинского района (1954—1963, 1965—1994), Новощаповского сельсовета Солнечногорского укрупнённого сельского района (1963—1965), Новощаповского сельского округа Клинского района (1994—2006), сельского поселения Зубовское Клинского района (2006—2017), городского округа Клин (с 2017).

## Достопримечательности
В 1814 году в стороне от села, при усадьбе была построена церковь Казанской иконы Божией Матери в стиле классицизма, с приделами Михаило-Архангельским и Никольским. В 1940-е годы церковь была закрыта, а в 1991 году полуразрушенная возвращена верующим. Является памятником градостроительства и архитектуры регионального значения.
Надгробная часовня-усыпальница, памятник градостроительства и архитектуры регионального значения середины XIX века.

## Интересные факты
В середине 1950-х годов в Кленкове снимался вышедший на советские экраны в 1957 году художественный фильм «Дело было в Пенькове» автора сценария и режиссёра Станислава Ростоцкого.